# Полные кавалеры ордена «Барыс»
В настоящем списке представлены в алфавитном порядке полные кавалеры ордена «Барыс». Список содержит информацию о дате рождения по новому стилю, месте рождения (с ойконимами на дату рождения), дате смерти и месте смерти кавалеров.
| № п/п | Фото | Фамилия Имя Отчество                | Дата рождения    | Место рождения                                                               | Дата смерти | Место смерти | Дата награждения I степенью | Дата награждения II степенью | Дата награждения III степенью |
| ----- | ---- | ----------------------------------- | ---------------- | ---------------------------------------------------------------------------- | ----------- | ------------ | --------------------------- | ---------------------------- | ----------------------------- |
| 1     |      | Джаксыбеков Адильбек Рыскельдинович | 26 июля 1954     | село Бурли, Карабалыкский район, Кустанайская область, Казахская ССР, СССР   |             |              | 2016                        | 2011                         | 1999                          |
| 2     |      | Мынбаев Сауат Мухаметбаевич         | 19 ноября 1962   | Панфиловский район, Алматинская область, Казахская ССР, СССР                 |             |              | 2018                        | 2012                         | 2005                          |
| 3     |      | Тажин Марат Муханбетказиевич        | 8 апреля 1960    | Актобе, Казахская ССР, СССР                                                  |             |              | 2007                        | 2016                         | 2020                          |
| 4     |      | Федотова Зинаида Леонтьевна         | 20 сентября 1938 | село Сарыколь, Сарыкольский район, Костанайская область, Казахская ССР, СССР |             |              | 2009                        | 2016                         | 2021                          |
| 5     |      | Журинов Мурат Журинович             | 7 декабря 1941   | Арысь, Южно-Казахстанская область, Казахская ССР                             |             |              | 2011                        | 2016                         | 2022                          |
| 6     |      | Тиесов Суиншлик Амирхамзиевич       | 24 августа 1946  | Атбасар, Акмолинская область, Казахская ССР                                  |             |              | 2023                        | 2011                         | 2005                          |